# U-Bahnhof Hansaplatz

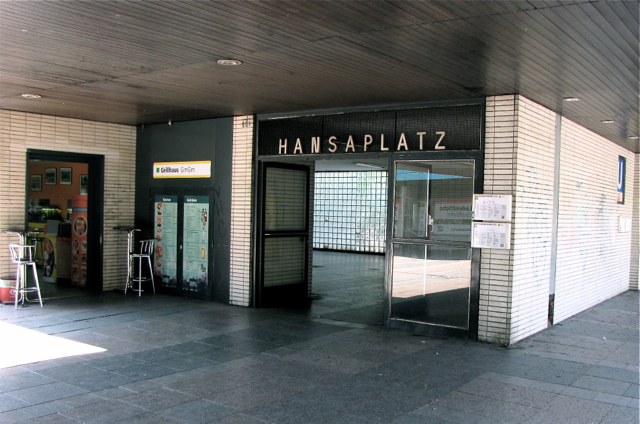
Nördlicher Bahnhofseingang

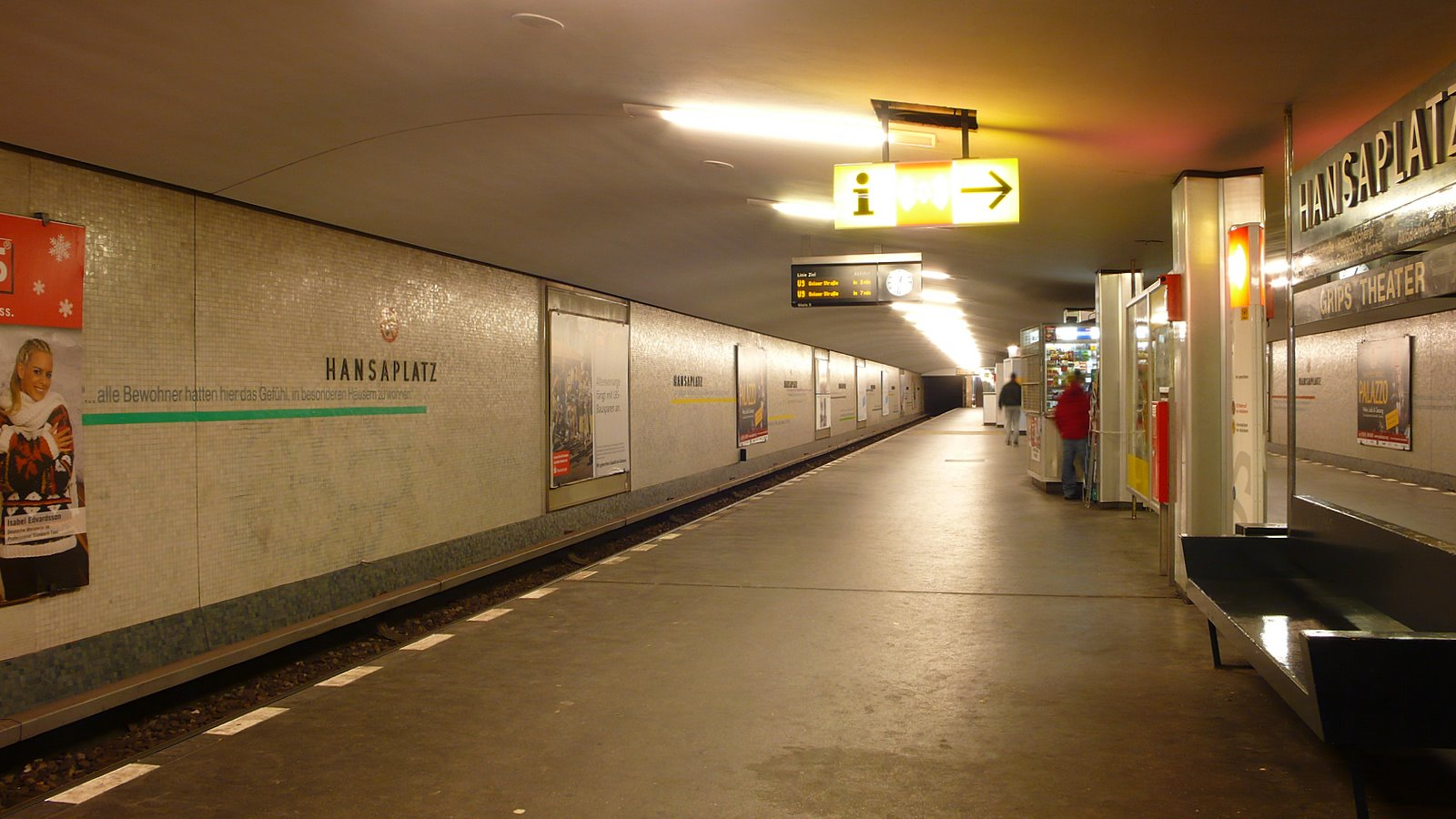
Bahnsteig

Der U-Bahnhof Hansaplatz ist ein Bahnhof der Berliner U-Bahn-Linie U9 im Ortsteil Hansaviertel, am namengebenden Hansaplatz gelegen. Er wurde am 28. August 1961 eröffnet. Im Bahnhofsverzeichnis der BVG trägt der Bahnhof die Bezeichnung Ha.

## Lage und Aufbau
Dieser Bahnhof ist der erste in nördlicher Richtung nach dem U-Bahnhof Zoologischer Garten und von diesem durch eine Strecke von 1442 Metern und einer – für Berliner U-Bahn-Verhältnisse ungewöhnlich langen – Fahrtzeit von rund zwei Minuten getrennt. Auf diesem Streckenabschnitt werden Teile des Zoologischen Gartens und des Großen Tiergartens, der Landwehrkanal und die Straße des 17. Juni unterquert.
Der Mittelbahnsteig ist 9,1 Meter breit, Zugänge führen direkt ins Hansaviertel, es gibt keine Zwischenebenen. Die Verkleidung der Stützen besteht aus Aluminium, die Wände sind mit quadratischen silbrig-grauen Glasfliesen verkleidet.
Ursprünglich ermöglichten nur Roll- und Steintreppen den Zugang zum Bahnsteig. Am 31. Januar 2017 wurde ein Aufzug am Ausgang in Richtung Grips-Theater in Betrieb genommen, sodass der Bahnsteig nun stufenlos erreichbar ist. Für dessen Einbau musste eine Rolltreppe weichen, die zweite Rolltreppe blieb erhalten. Um den Denkmalstatus zu berücksichtigen, wird der Verlauf der demontierten Rolltreppe durch farblich unterschiedliche Mosaikfliesen und ein Edelstahlband nachempfunden. Die Mosaikfliesen wurden hierfür aufwendig nachgefertigt. Die Installation des Blindenleitsystems und die Bahnsteiganpassung erfolgen im Anschluss. Die Kosten für den barrierefreien Ausbau belaufen sich auf rund 650.000 Euro.

## Geschichte

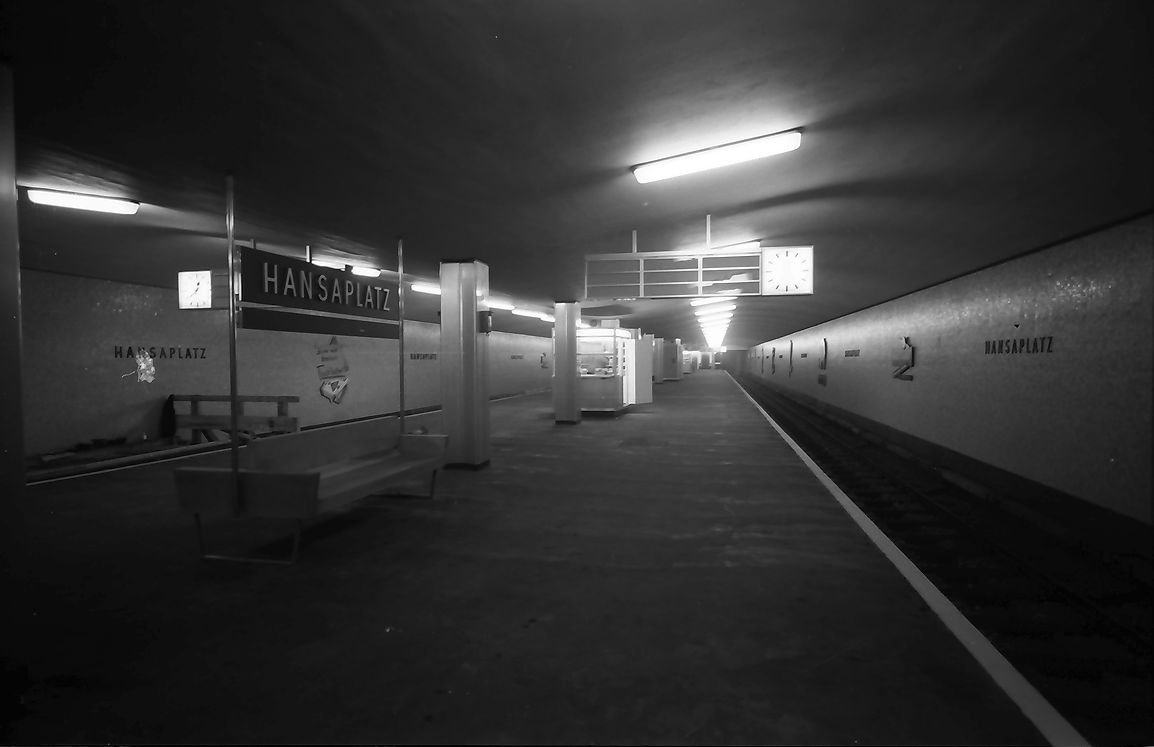
U-Bahnhof im Jahr der Fertigstellung 1957

Durch den Baubeginn im Jahr 1955 war der Bahnhof bereits im Sommer 1957 fertiggestellt und konnte im Rahmen der Interbau besichtigt werden. Es wurde seinerzeit ein unterirdischer Baustellen-Pendelverkehr zum U-Bahnhof Zoologischer Garten angeboten. Ein VW Käfer zog Wagen mit den Besuchern.
Der Entwurf für den unterirdischen Bahnhof stammt von Werner Klenke und Bruno Grimmek. Die Architekten des nördlichen Eingangs waren Ernst Zinsser und Hansrudolf Plarre, die des südlichen Eingangs Werner Düttmann und Siegfried Böhmer.
Seit 1995 steht der gesamte Bahnhof – unterirdische und oberirdische Teile – als Teil der Gesamtanlage Bauten der „Interbau 57“ & Hansaviertel unter Denkmalschutz.
Eine Anfang 2014 installierte Gedenktafel am südlichen Ausgang erinnert an die Deportation jüdischer Mitbürger. Sie zeigt die Namen von 1030 jüdischen Bewohnern, die in der Zeit des Nationalsozialismus aus dem Hansaviertel vertrieben, deportiert und ermordet wurden. Gestaltet wurde die Tafel von der Künstlerin Katja van Dyck-Taras.

## Anbindung
| Linie | Verlauf |
| ----- | --- |
|       | Osloer Straße – Nauener Platz – Leopoldplatz – Amrumer Straße – Westhafen – Birkenstraße – Turmstraße – Hansaplatz – Zoologischer Garten – Kurfürstendamm – Spichernstraße – Güntzelstraße – Berliner Straße – Bundesplatz – Friedrich-Wilhelm-Platz – Walther-Schreiber-Platz – Schloßstraße – Rathaus Steglitz |

Am U-Bahnhof bestehen Umsteigemöglichkeiten von der Linie U9 zur Omnibuslinie 106 der BVG.